# Synsepalum kassneri
Synsepalum kassneri là một loài thực vật thuộc họ Sapotaceae. Loài này có ở Kenya, Mozambique, Tanzania, và Zimbabwe.